# Палецкий, Фёдор Фёдорович Пеструха

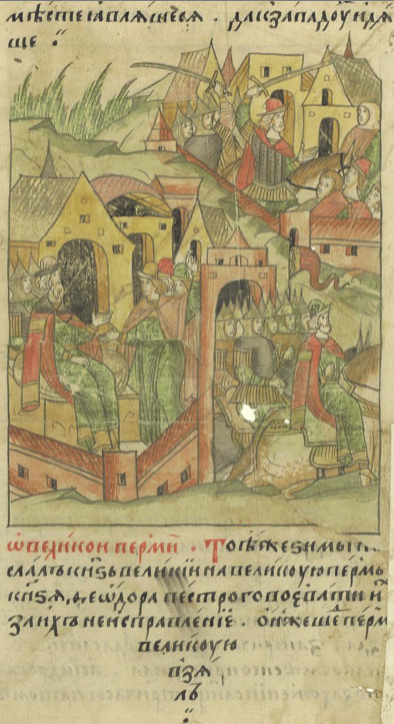
Чердынский поход Фёдора Палецкого

Князь Фёдор Фёдорович Палецкий (Стародубский) по прозвищу Пеструха — русский воевода эпохи Ивана III. Старший сын воеводы Фёдора Давыдовича Пёстрого Палецкого из стародубских князей. По данным историка и специалиста по эпохе Ивана III Ю. Г. Алексеева, именно Фёдор Фёдорович, а не его отец, как традиционно указывается, возглавил в 1472 году Чердынский поход, в результате которого Пермь Великая была присоединена к Великому княжеству Московскому.
Вероятно, участвовал в кампании под Алексином, куда подошёл с большим войском хан Ахмат. Затем, вероятно, встречал византийскую царевну Зою Палеолог, будущую великую княгиню московскую Софью Фоминичну. Оба этих события так же как и Чердынский поход приписываются в ряде источниках его отцу, что сомнительно из-за весьма преклонного возраста последнего.
20 мая 1474 года находился в Успенском соборе Московского кремля, когда обвалились его своды, но спасся. Детей не оставил.